# Памятная медаль в честь восшествия на престол императора Тайсё
Памятная медаль в честь восшествия на престол императора Тайсё (яп. 記念メダル 大正年御即位大礼記念) — медаль Японской империи, учрежденая 13 августа 1915 года эдиктом императора Тайсё № 154 для награждения людей, вызванных в Киото для участия в церемонии интронизации, в банкете по случаю этого события, а также те, кто был приглашен на банкеты, проводившиеся в других местах, и те, кто осуществлял официальные или служебные функции в связи с восшествием на престол. 
Медаль имеет статус почётной памятной медали. Медаль носилась на левой стороне груди. 

## Описание медали
Медаль имеет форму правильного круга диаметром 30 мм. Изготовлена из серебра. Крепится к ленте шарнирной подвеской. 
На аверсе изображены два развернутых эмакимоно (горизонтальный свиток из бумаги или шёлка), закрепленных на японских копьях с иероглифическими надписями 萬歳 (Банзай). Эмакимоно обрамлены ветвями вишни. В верхней части медали — изображение позолоченного императорского герба — 16-ти лепестковая хризантема.  
На реверсе иероглифическая надпись 禮大章念記年四大月一十 (4 год 11 месяца правления Тайсе). 
Лента выполнялась из муарового шёлка, состоит из семи вертикальных полос белого и красного цвета
Футляр сделан из дерева. На крышке иероглифы, означающие название медали. 

Существовала также женская версия медали. Она отличалась от мужской тем, что вместо ленты был бант. Кроме того, вместо шарнирного крепления, у медальона присутствовало ушко и звено, соединяющее медаль с бантом. 

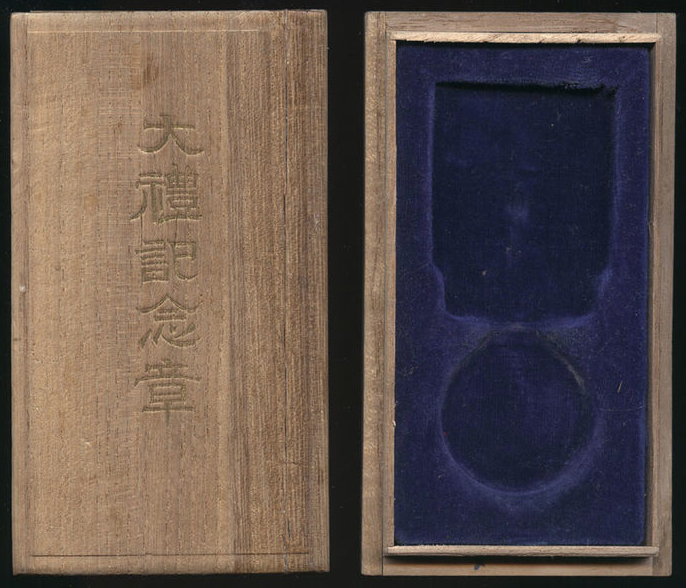
Футляр медали
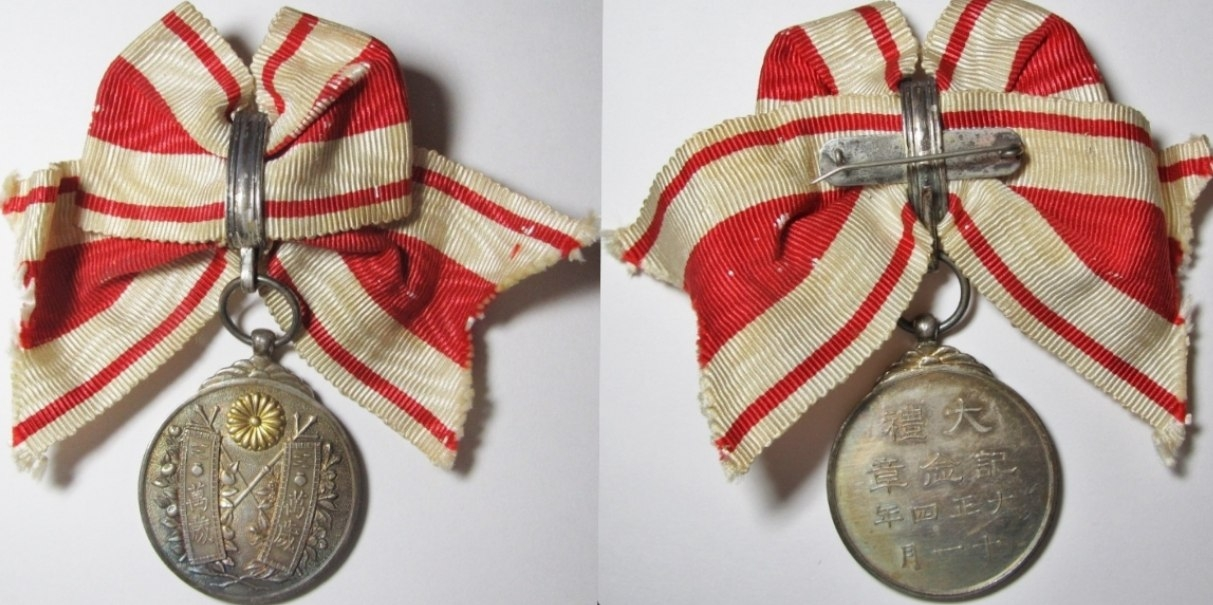
Женская версия медали